# Vierte Nanjing-Jangtse-Brücke
Die Vierte Nanjing-Jangtse-Brücke (chinesisch 南京长江第四大桥, Pinyin Nánjīng chángjiāng dì sì dàqiáo) ist eine 2012 eröffnete Hängebrücke über den Jangtse bei Nanjing in der Volksrepublik China. Mit einer Stützweite von 1418 m ist sie die achtlängste Hängebrücke der Welt. Das gesamte Bauwerk ist einschließlich der Vorbrücken 5437 m lang, wovon die Länge der Hängebrücke 2191 m beträgt.
Die Brücke ist nach der 1968 eröffneten Nanjing-Jangtse-Brücke, der 2001 eröffneten Zweiten Nanjing-Jangtse-Brücke und der 2005 eröffneten Dritten Nanjing-Jangtse-Brücke die vierte Brücke über den Jangtse in bzw. bei Nanjing.

## Hängebrücke
Die 229 m hohen Pylonen der Brücke bestehen aus zwei Beton-Säulen, die an der Spitze mit einem Stahlträger verbunden sind. 
Der Fahrbahnträger ist 38,2 m breit. Er besteht aus einem 3,5 m hohen Hohlkastenträger aus Stahl, der aerodynamisch optimiert wurde, um die Belastung durch Seitenwinde gering zu halten. Er trägt drei Fahrspuren und einen Standstreifen in jede Verkehrsrichtung. Außerhalb des Tragkabels und der Hänger befindet sich ein 2,1 m breiter Wartungssteg. Die Brücke wird von vorgefertigten Paralleldrahtseilen mit 127 Drähten getragen.